# Vladimir Bukal
Vladimir Bukal (1º novembre 1939 – Zagabria, 21 luglio 2008) è stato uno scacchista croato.
Ottenne il titolo di Maestro Internazionale in gennaio 1978. 

## Principali risultati
Ha partecipato più volte al Campionato jugoslavo e al Campionato croato, vincendo quest'ultimo nel 1974.
Due volte vincitore della sezione B del Torneo di Capodanno di Reggio Emilia (1988/89 e 1989/90).
Ottenne i maggiori successi nei campionati seniores:
- medaglia di bronzo al Campionato del mondo seniores del 2001 (vinse Jānis Klovāns);
- medaglia d'oro al campionato europeo seniores del 2001;
- medaglia di bronzo al campionato del mondo seniores del 2003 (vinse Yuri Shabanov).

Era membro del club di scacchi HAŠK Mladost Zagreb. 
Raggiunse il miglior rating FIDE in gennaio 1986, con 2465 punti Elo.
Anche suo figlio Vladimir Bukal Jr. (nato nel 1975), è un Maestro internazionale di scacchi.